# Порочна пристрасть
«Порочна пристрасть» (англ. Arbitrage) — американський фільм 2012 року. Кримінальна драма з участю Річарда Гіра, Сюзан Сарандон, Тіма Рота та інших. Сценарій написав Ніколас Джарекі, цей фільм також став його режисерським дебютом. Фільм отримав переважно схвальні рецензії критиків.

## У ролях
- Річард Гір — Роберт Міллер
- Сюзан Сарандон — Еллен Міллер
- Тім Рот — детектив Майкл Брайєр
- Бріт Марлінг — Брук Міллер
- Летиція Каста — Жюлі Коте
- Нейт Паркер — Джиммі Грант
- Кріс Ейгеман — Гевін Брайєр
- Моніка Реймунд — Рейна
- Аліса Сазерленд — секретарка

## Сюжет
Сюжет фільму побудований на психологічному протистоянні основних цінностей головного героя — грошей та родини і також поєднує кримінальну драму із психологічним трилером. За власним визнанням, виконавцеві головної ролі Річарду Гіру, сценарій фільму нагадував історію іншого раеального фінансиста-шахрая Бернарда Мейдоффа. На відміну від Мейдоффа, на думку Гіра, головний герой фільму не є суто негативним персонажем.
Фінансовий спекулянт, володар інвестиційної компанії Роберт Міллер (Річард Гір) намагається завершити найбільшу фінансову операцію свого життя, продати свою фірму, але у критичний момент виникають непередбачувані складнощі. Міллер не тільки вдався до шахрайства, щоб покрити інвестиційні втрати та уникнути арешту, але й таємно втягнув в аферу своїх дітей, які працюють в його компанії. Крім фінансових негараздів, головний герой раптом опиняється і в центрі розслідування кримінального злочину: під час поїздки з коханкою (Летиція Каста), він заснув за кермом і потрапив в аварію. Незважаючи на власні поранення, Міллер залишає загиблу коханку у палаючій машині і втікає від поліції. Згодом, головний герой опиняється у найскрутнішому становищі свого життя: фінансова операція по продажу фірми опиняється під загрозою, дружина (Сьюзен Сарандон) вимагає разлучення і шантажує його фактами прихованого злочину, свідок який допоміг йому втекти з місця аварії не може далі брехати поліції. Крім того, прискіпливий поліцейський детектив, який розслідує справу (Тім Рот) опиняється за один крок до розкриття злочину і арешту Міллера. У цей момент, його дочка (Бріт Марлінг), яка працює в його компанії, дізнається про шахрайство Міллера. Незважаючи на негаразди і загрози з усіх боків Роберту Міллеру вдається перемогти, завершити продаж фірми, обдурити детектива і переконати дочку не видавати його поліції.

## Історія створення
Сценарій до фільму написав Ніколас Джарекі, який також був і режисером фільму. Це перша повнометражна режисерська робота у ігровому кіно Джарекі, який раніше знімав документальні фільми та був сценаристом у декількох інших стрічках. Кошти на зйомку фільму з'явилися після того, як Джарекі отримав гонорар від продажу сценарію до фільму Інформатори. Фільм знімався у малобюджетних компаніях, отже швидко з'явились проблеми з його фінансуванням. Незважаючи на майбутній успіх фільму, власний батько режисера відмовився допомагати йому грошима, більшість інвесторів були молоді фінансисти та підприємці, котрих Джарекі вдалося залучити до фінансування стрічки.

## Реакція критиків
Фільм загалом отримав схвальні рецензії критиків. На рецензійних сайтах Rotten Tomatoes і Metacritic фільм отримав більш ніж 80% схвальних відгуків. На думку українських критиків, переклад назви фільму «Порочна пристрасть» не був досить вдалим, оскільки оригінальна назва «Арбітраж» передавала краще сутність спекуляцій головного героя не тільки грошима, але й долями людей навколо нього.